# 友川控股
友川集團控股有限公司（英語：Newtree Group Holdings Limited，港交所：1323），簡稱友川集團控股，該股份在2011年1月13日於港交所主板上市。招股價為2.26港元，全球發售為1.9億股，集資額為4.3億港元。
現時主席和行政總裁為黃偉昇。
友川集團控股是一家主要從事綜合性業務的投資控股公司。公司及其子公司通過五個業務分部進行運營。家居消耗品業務分部從事批發及零售家居消耗品。教育業務分部透過網上教育課程提供教育技術解決方案及提供英語水平測試。放債業務部門提供放債服務。數碼科技業務分部提供三維動畫、擴增實景技術應用程式及網絡教育應用程式的設計及開發。煤炭業務分部從事買賣煤炭產品。

## 連結
- newtreegroupholdings.com（页面存档备份，存于）